# Fotografia de rua

A fotografia de rua, também chamada às vezes de fotografia espontânea, é a fotografia com o objetivo de expressão ou investigação artística, feita através de encontros não programados e aleatórios em locais públicos. Embora haja uma diferença entre a fotografia de rua e a fotografia espontânea, geralmente ela é sutil, e a maioria das fotografias de rua podem ser consideradas espontâneas, e algumas fotografias espontâneas podem ser classificadas como fotografias de rua. A fotografia de rua não necessita da presença de uma rua ou mesmo do ambiente urbano. Embora pessoas geralmente estejam representadas nela, a fotografia de rua pode não conter figuras humanas e ser simplesmente de um objeto ou ambiente onde a imagem em si projeta uma personalidade decididamente humana em fac-símile ou estética.

O fotógrafo é uma versão armada do caminhante solitário que faz o reconhecimento, espreita, cruzando o inferno urbano, o andarilho voyeurístico que descobre a cidade como paisagem de extremos voluptuosos. Adepto das alegrias de observar, conhecedor da empatia, o flâneur acha o mundo "pitoresco".

Susan Sontag, 1977
O fotógrafo de rua pode ser encarado como uma extensão do flâneur, um observador das ruas (que era frequentemente um escritor ou artista).
O enquadramento e o instante da foto podem ser aspectos essenciais da arte, sendo que algumas fotografias de rua têm como objetivo criar imagens em um momento decisivo ou pungente.
A fotografia de rua pode focar nas pessoas e seu comportamento em público, registrando dessa maneira também a história das pessoas. Essa motivação envolve também ter que lidar ou negociar com as mudanças nas expectativas e nas leis de privacidade, segurança e propriedade. Nesse sentido, o fotógrafo de rua assemelha-se aos fotógrafos de documentários sociais ou a fotojornalistas que também trabalham em locais públicos, mas com o objetivo de captar eventos de interesse jornalístico; qualquer uma das imagens desses fotógrafos pode capturar pessoas e propriedades, que podem estar visíveis dentro de locais públicos ou através deles. A existência de serviços como o Google Street View, que registra o espaço público em grande escala, e a tendência crescente de autofotografia (selfies), complicam ainda mais as questões éticas ao redor da postura com relação à fotografia de rua.
No entanto, a fotografia de rua não precisa mostrar exclusivamente as pessoas dentro do quadro. Ela também pode se focar em vestígios deixados pela humanidade que dizem algo sobre a vida. Fotógrafos como William Eggleston costumam produzir fotos de rua onde não há pessoas no enquadramento, mas sua presença é sugerida pelo tema.
Muito do que é considerado, estilisticamente e de maneira subjetiva como fotografia de rua que conhecemos, foi feito no período que vai do final do século XIX até o final dos anos 1970, um período que viu o surgimento de câmeras portáteis que permitiam a fotografia espontânea em lugares públicos.

## História
Representações da vida cotidiana são consideradas um gênero em quase todos os períodos da história da arte, começando no pré-histórico, sumério, egípcio e princípio do período budista. A arte que lida com a vida da rua, seja retratando paisagens urbanas, seja como o motivo principal, aparece no Ocidente no cânone da Renascença do Norte, Barroco, Rococó, Romantismo, Realismo, Impressionismo e Pós-Impressionismo. Como o assunto estava há tanto tempo estabelecido em outras mídias, os fotógrafos também o perseguiram assim que a tecnologia os permitiu. 

### Precursores do século XIX

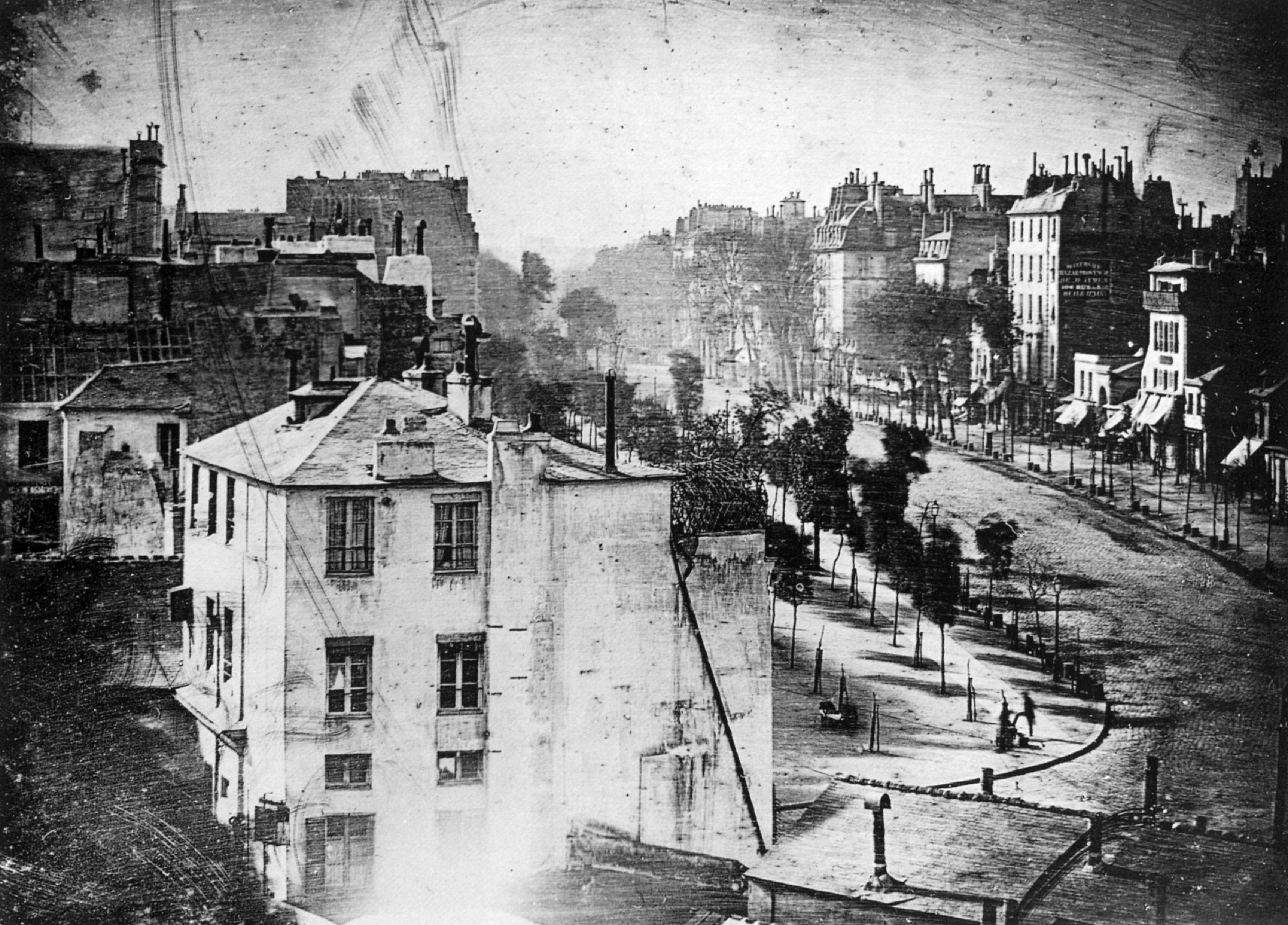
Louis Daguerre: "Avenida do Templo" (1838 ou 1839)

Em 1838 ou 1839, a primeira fotografia de figuras na rua foi registrada por Louis-Jacques-Mandé Daguerre em uma de duas vistas de daguerreótipos tiradas da janela de seu estúdio no Boulevard du Temple em Paris. A segunda, feita no auge do dia, mostra um trecho de rua vazio, enquanto a outra foi tirada por volta das 8h, e como relata Beaumont Newhall, "O Boulevard, tão frequentemente preenchido com uma multidão de pedestres em movimento e carruagens, estava perfeitamente solitário, exceto por um indivíduo que estava tendo suas botas engraxadas. Seus pés foram obrigados, é claro, a ficar parados por algum tempo, estando um na caixa da bota preta e o outro no chão. Consequentemente, suas botas e pernas eram bem definidas, mas ele estava sem corpo e sem cabeça, porque estas estavam em movimento."
Charles Nègre foi o primeiro fotógrafo a atingir a sofisticação técnica necessária para registrar pessoas em movimento nas ruas de Paris em 1851. O fotógrafo John Thomson, um escocês que trabalhava com o jornalista e ativista social Adolphe Smith, publicou Street Life in London em doze edições mensais a partir de fevereiro de 1877.  Thomson desempenhou um papel fundamental em tornar a vida cotidiana nas ruas um assunto importante para o meio.
Eugene Atget é considerado um precursor, não porque foi o primeiro de sua espécie, mas como resultado da popularização, no final dos anos 1920, de seu registro das ruas parisienses por Berenice Abbott, que se inspirou nele para realizar uma documentação semelhante na cidade de Nova York. Conforme a cidade se desenvolveu, Atget ajudou a promover as ruas parisienses como um assunto digno para a fotografia. De 1890 a 1920, ele fotografou principalmente sua arquitetura, escadas, jardins e janelas. Ele fotografou alguns trabalhadores, mas as pessoas não eram seu principal interesse.

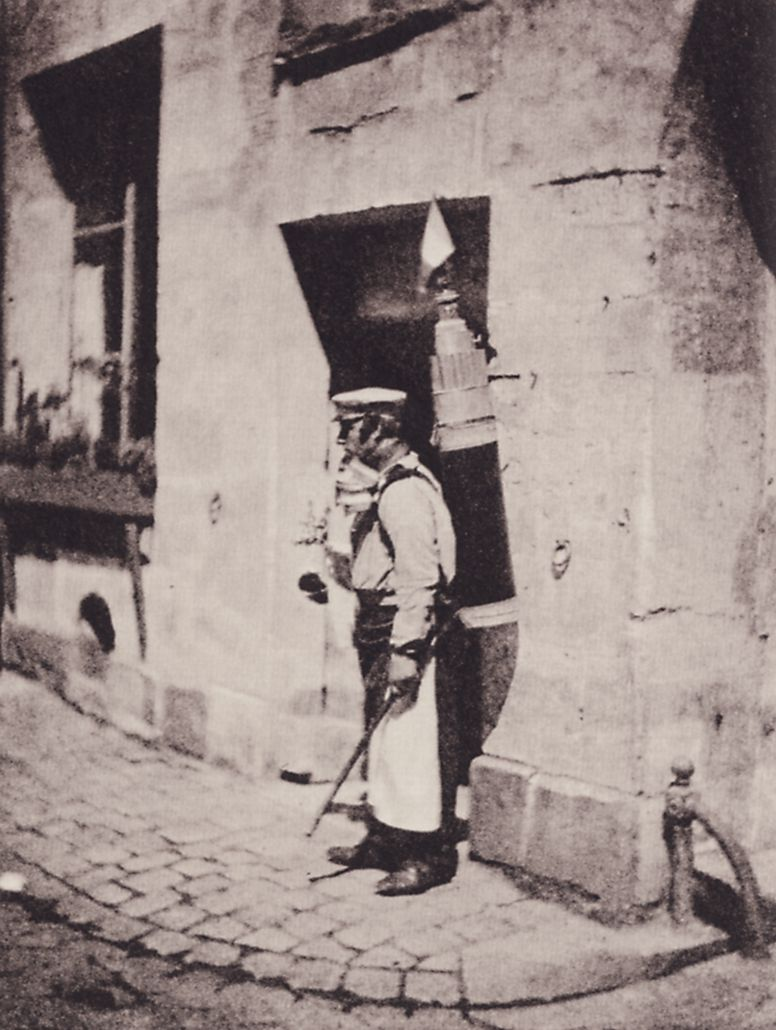
Charles Nègre, Vendedor de Água.

Vendida pela primeira vez em 1925, o Leica foi a primeira câmera bem sucedida comercialmente a usar um filme de 35mm. Seu tamanho compacto e visor com boa claridade, combinados com lentes de qualidade (intercambiáveis nas Leicas vendidas a partir de 1930) ajudaram fotógrafos a se moverem por ruas movimentadas e capturar momentos fugazes.

### Praticantes do século XX

#### Reino Unido
Paul Martin é considerado um pioneiro,  fazendo fotos espontâneas de pessoas na cidade de Londres e à beira-mar no final do século XIX e início do século XX para registrar a vida.   Martin é o primeiro fotógrafo de que se tem notícia a fazê-lo em Londres com uma câmera disfarçada.

#### França
Os fotógrafos da Escola Humanista Francesa do pós-guerra encontraram seus temas na rua ou nos bistrôs. Eles trabalharam principalmente em preto e branco com a luz disponível e com as pequenas câmeras populares da época, descobrindo o que o escritor Pierre Mac Orlan (1882-1970) chamou de "fantastique social de la rue" (fantástico social da rua)  e seu estilo de criação de imagens adicionou poesia e romantismo ao modo de vida do povo europeu comum, particularmente em Paris. Entre 1946 e 1957, Le Groupe des XV exibiu anualmente obras deste tipo.
O livro amplamente admirado de Henri Cartier-Bresson, Images à la Sauvette (1952) (a edição em português foi intitulada O Momento Decisivo) promoveu a ideia de tirar uma foto no que ele chamou de "momento decisivo"; “quando forma e conteúdo, visão e composição se fundem em um todo transcendente”. Seu livro inspirou sucessivas gerações de fotógrafos a fazerem fotos espontâneas em locais públicos antes que essa abordagem por si só viesse a ser considerada antiquada na estética do pós-modernismo.

#### América
Walker Evans trabalhou de 1938 a 1941 em uma série no metrô de Nova York a fim de praticar um "método de registro" puro da fotografia; retratos espontâneos de pessoas que entrariam inconscientemente "no alcance de uma máquina de registro, fixa e impessoal durante um certo período de tempo".  A máquina de gravação era uma "câmera escondida",  uma 35 mm Contax escondida embaixo de seu casaco, que era 'amarrado ao peito e conectado a um longo fio amarrado na manga direita'. No entanto, seu trabalho teve pouco impacto contemporâneo, pois devido às sensibilidades de Evans sobre a originalidade de seu projeto e a privacidade de seus temas, ele não foi publicado até 1966, no livro Many Are Called, com uma introdução escrita por James Agee em 1940. A obra foi exibida como As Fotografias de Metrô de Walker Evans e Outras Aquisições Recentes (em inglês: Walker Evans Subway Photographs and Other Recent Acquisitions) realizada na National Gallery of Art, 1991–1992, acompanhada pelo catálogo Walker Evans: Subways and Streets.

### Abordagens individuais no final do século XX e início do século XXI
Inspirados por Frank, na década de 1960 Garry Winogrand, Lee Friedlander e Joel Meyerowitz  começaram a fotografar nas ruas de Nova York.   Phil Coomes, escrevendo para a BBC News em 2013, disse: "Para aqueles de nós interessados em fotografia de rua, há alguns nomes que se destacam e um deles é Garry Winogrand";  o crítico Sean O'Hagan, escrevendo no The Guardian em 2014, disse "Nos anos 1960 e 70, ele definiu a fotografia de rua tanto como uma atitude quanto como um estilo - e tem trabalhado em sua sombra desde então, de tão definitivas são suas fotografias de Nova York."

## Técnica

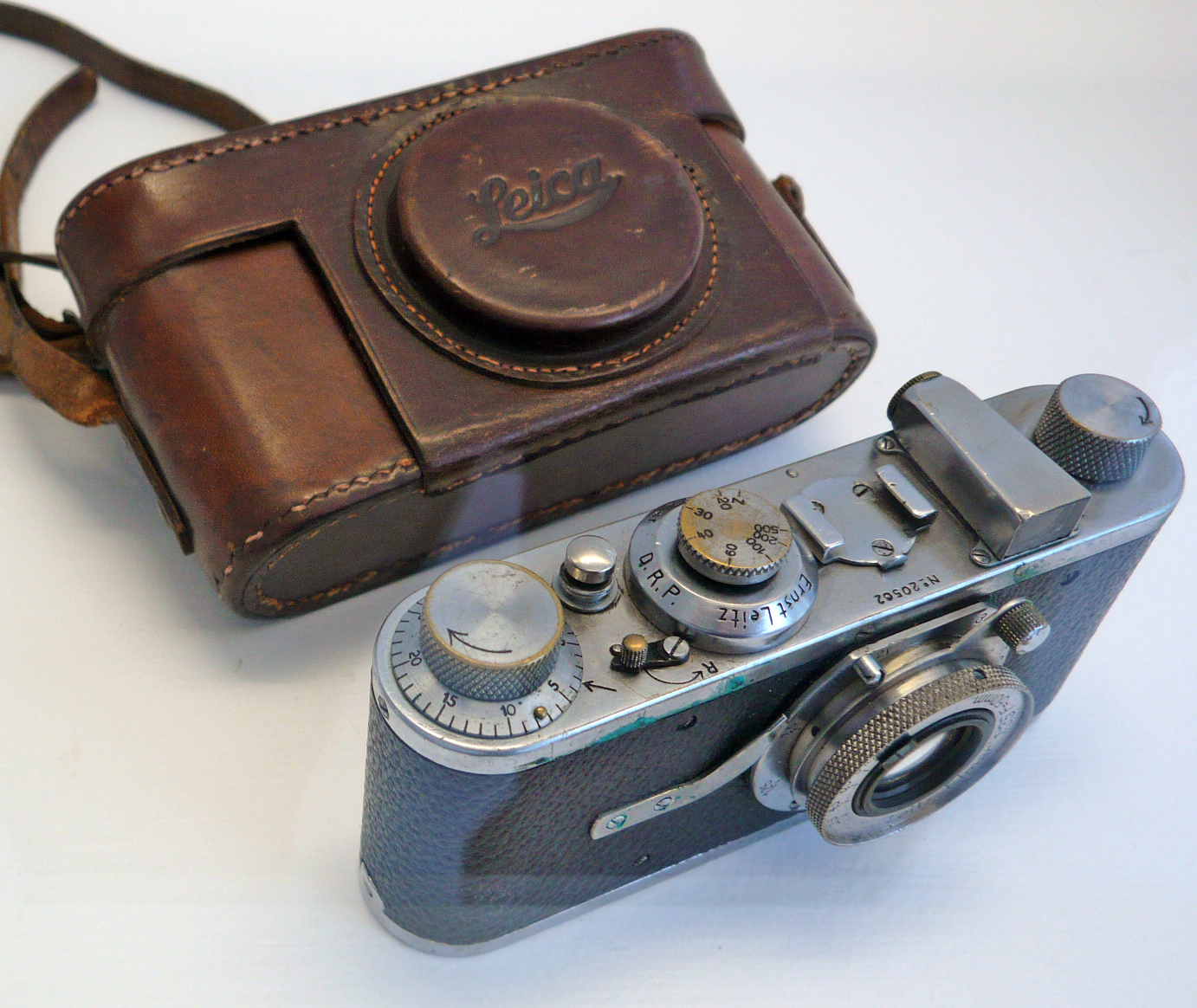
Um exemplo de câmera portátil portátil, a Leica I

A maioria dos tipos de câmeras portáteis é usada para fotografia de rua; por exemplo, câmeras de telêmetro, SLRs digitais e de filme e câmeras automáticas.
O formato comumente usado de 35 mm full-frame e comprimentos focais de 28 mm a 50 mm, são usados principalmente por seu ângulo de visão e profundidade de campo aumentada, com lentes grande-angulares que potencialmente permitem uma abordagem direta e espontânea de figuras humanas sem que elas suspeitem que estão em quadro. No entanto, não há restrições quanto ao que pode ser usado.

## Fotografia de rua versus fotografia documental
A fotografia de rua e a fotografia documental podem ser gêneros de fotografia muito semelhantes, que muitas vezes se sobrepõem, embora tenham qualidades individuais distintas.
Fotógrafos de documentários normalmente têm uma mensagem definida e premeditada e uma intenção de registrar eventos específicos na história. A gama da abordagem documental abrange aspectos do jornalismo, arte, educação, sociologia e história.  Na investigação social, muitas vezes as imagens documentais têm como objetivo provocar, ou realçar a necessidade de mudança social. Por outro lado, a fotografia de rua é reativa e desinteressada por natureza e motivada pela curiosidade ou investigação criativa, permitindo-lhe fornecer uma representação relativamente neutra do mundo que espelha a sociedade, "não manipulada" e com retratados geralmente não conscientes da foto.

## Fotografia de rua espontânea e retratos de rua
A fotografia de rua é geralmente vista como não posada e espontânea, mas existem alguns fotógrafos de rua que irão interagir com estranhos nas ruas e tirar seus retratos. Retratos de rua são classificados como retratos de estranhos, tirados de no momento em que se está fazendo fotos de rua. Estes são vistos como posados, porque há interação com o sujeito.

## Questões Legais
A questão dos fotógrafos de rua tirarem fotos de estranhos em locais públicos sem o seu consentimento (ou seja, a definição de "fotografia espontânea") para fins de belas-artes tem sido controversa. Fotografar pessoas e lugares em público é legal na maioria dos países, protegendo a liberdade de expressão e a liberdade jornalística. Normalmente, há limites sobre como as fotos de pessoas podem ser usadas e a maioria dos países tem leis específicas sobre a privacidade das pessoas.
A fotografia de rua também pode entrar em conflito com as leis que foram estabelecidas originalmente para proteger contra paparazzi, difamação ou assédio; e às vezes são aplicadas leis especiais ao tirar fotos de menores.